# Kara śmierci w Europie
Poniższa lista zawiera aktualną sytuację prawną kary śmierci oraz jej stosowanie w praktyce, przez kraje znajdujące się w Europie. Dziś jest wykonywana jedynie na Białorusi, w Rosji zawieszono wykonywanie kary śmierci (zastosowano wobec niej moratorium).

## A
Albania
Ostatni cywilny wyrok śmierci w Albanii wykonano (za morderstwo) 29 czerwca 1995 roku przez powieszenie. KŚ za przestępstwa kryminalne została zniesiona od września 2001, ale dalej utrzymuje się ją za zdradę stanu i inne przestępstwa wojskowe i przeciwko bezpieczeństwu kraju.
 Andora
Ostatnia egzekucja w tym kraju miała miejsce 18 października 1943 roku, kiedy Antoni Areny został rozstrzelany za morderstwo swoich dwóch braci. Była to jedyna egzekucja w XX wieku. Karę śmierci zniesiono w roku 1990.
 Armenia
Ostatni wyrok wykonano 30 sierpnia 1991 przez rozstrzelanie. Karę śmierci zniesiono w 2003 roku.
 Austria
Ostatnia egzekucja miała miejsce 24 marca 1950 roku, kiedy to Johann Trnka został powieszony za morderstwo. KŚ za przestępstwa kryminalne zniesiono niebawem, bo 30 czerwca tegoż roku, ale utrzymywano ją za zdradę i przestępstwa wojskowe do roku 1968. W czasie okupacji hitlerowskiej powieszenie zastąpiono gilotyną (obowiązki nowego kata Austrii wykonywał kat z Bawarii). Po wyzwoleniu powieszenie zostało ponownie wprowadzone przez władze wojskowe.
 Azerbejdżan
Ostatni wyrok (rozstrzelanie) wykonano w roku 1993. KŚ została zniesiona w 1998.

## B
Białoruś
 Belgia
Ostatni cywilny wyrok śmierci wykonano dn. 26 marca 1918 roku. Wtedy to Emile Ferfaille, 27-letni oficer, został zgilotynowany w więzieniu Veurne za zamordowanie swojej dziewczyny. Była to pierwsza egzekucja od roku 1863.
Po II wojnie światowej rozstrzelano blisko 242 osób za przestępstwa popełnione w czasie wojny (listopad 1944 – sierpień 1950). KŚ za wszystkie przestępstwa zniesiono 1 stycznia 1999, choć już od dawna stanowiła tzw. martwe prawo.
 Bułgaria
Ostatni wyrok wykonano przez rozstrzelanie 4 listopada 1989 roku. KŚ całkowicie zniesiono 12 grudnia 1998 roku.

## C
Chorwacja
Do roku 1959 wyroki w tym kraju wykonywano przez powieszenie, które zostało w tym czasie zastąpione przez rozstrzelanie. Ostatnia cywilna egzekucja miała miejsce w roku 1973. KŚ zniesiono ostatecznie w 1990.
 Cypr
 Czechosłowacja
Vladimir Lulek został powieszony za morderstwo swojej żony i czwórki dzieci 2 lutego 1989 w Czechach. 2 lipca 1990 KŚ została całkowicie zniesiona w całej Czechosłowacji. Ostatni wyrok śmierci na Słowacji wykonano 8 czerwca 1989, kiedy powieszono, także za morderstwo, Stefana Svitka.

## D-E
Dania
 Estonia
Ostatni wyrok w tym kraju został wykonano 11 września 1991, kiedy Rein Oruste został rozstrzelany za morderstwo. 18 marca 1998 KŚ została całkowicie zniesiona.

## F
Finlandia
Ostatni cywilny wyrok został wykonany 3 maja 1825, kiedy Juho Simonpoika Hautimäki został ścięty za morderstwo swego brata. Rok później KŚ w Finlandii została zniesiona decyzją cara, który zamienił wszystkie wyroki śmierci na dożywotnie zesłanie.
Jednakże w roku 1880 nowy kodeks karny został uchwalony i wszedł w życie w roku 1894. Wprowadził on KŚ za zdradę, morderstwo i przestępstwa natury wojskowej. Np. w roku 1915 dwóch Finów zostało powieszonych za morderstwo rosyjskiego kaprala, choć potem wyszła na jaw ich niewinność. W 1916 fiński kupiec został również powieszony za szpiegostwo na rzecz Niemiec. Wykonano też inne wyroki. Pomiędzy rokiem 1939 a 1945 ponad 500 osób zostało rozstrzelanych za przestępstwa popełnione w czasie wojny. 2 grudnia 1949 zniesiono KŚ za morderstwo, a 5 maja 1972 za wszystkie inne.
 Francja

## G
Gibraltar
Ostatni wyrok wykonano za morderstwo 3 lipca 1931, kiedy 31-letni Ernest Opisso został powieszony za zabicie swego pracodawcy. To była pierwsza egzekucja w tej brytyjskiej kolonii od roku 1896. 11 stycznia 1944 powieszono Luisa Lopeza Corden-Cuenca (lat 23) i Jose Martina Munoza (lat 19), za przestępstwa popełnione w czasie wojny. KŚ zniesiono, jak i w Wielkiej Brytanii, 8 listopada 1965.
 Grecja
Ostatnia egzekucja, za morderstwo, została wykonana 25 sierpnia 1972, kiedy to 27-letni Vassils Lymberis został rozstrzelany za zabicie swojej żony, teściowej i dwójki dzieci na Krecie. KŚ zniesiono w grudniu 1993 roku.
 Gruzja
Ostatni wyrok został wykonany przez rozstrzelanie w roku 1995. 11 listopada 1997 nastąpiło zniesienie KŚ.

## H
Hiszpania
Hiszpania zniosła KŚ za morderstwo 23 grudnia 1978 roku, a za wszystkie przestępstwa 4 listopada 1995. W okresie dyktatury generała Francisco Franco wyroki wykonywano przez uduszenie garotą lub rozstrzelanie. Ostatnią osobą straconą na garocie za przestępstwa cywilne był José María Jarabo, stracony 4 lipca 1959 za zabójstwo 4 osób. Ostatnimi straconymi tą metodą w ogóle byli skazani przez sąd wojskowy Salvador Puig Antich i Heinz Chez 2 marca 1974. Ostatnimi straconymi przez rozstrzelanie byli, w roku 1975, José Humberto Francisco Baena Alons, Ramón García Sanz i José Luis Sánchez-Bravo Sollas (wszyscy za zabicie policjanta). Od roku 1812 standardowymi metodami egzekucji były właśnie garota i rozstrzelanie, choć stosowano też, ale rzadko, powieszenie.
Zobacz w sieci: Egzekucje w Hiszpanii 1812-1975
 Holandia
Ostatnia egzekucja za morderstwo miała miejsce 31 października 1860 roku, gdy 27-letni Johann Nathan został powieszony. 17 września 1870 roku, a więc w 10 lat później, KŚ została zniesiona za morderstwo, ale utrzymana w mocy za zdradę i inne wojskowe przestępstwa. 31 osób zostało, na ich podstawie, rozstrzelanych, a ostatnim był Wilhelm Artur Albrecht 21 marca 1952. Abolicja nastąpiła 11 kwietnia 1982.

## I
Irlandia
Ostatni wyrok wykonano przez powieszenie 20 kwietnia 1924, kiedy stracono 25-letniego Michaela Manninga (za morderstwo). Ostatnie dwa wyroki śmierci, aczkolwiek nie wykonane, wydano 3 grudnia 1985. Ostatnia egzekucja za przestępstwa wojskowe/zdradę została wykonana, także na szubienicy, 12 listopada 1944, kiedy stracono Charlesa Kerrinsa. KŚ została zniesiona 11 lipca 1990 roku.
 Islandia
Ostatni wyrok śmierci wykonano na tej wyspie 12 stycznia 1830 roku, kiedy Fridrik Sigurdsson i Agnes Magnúsdóttir zostali ścięci za morderstwo. W roku 1928 zniesiono KŚ za morderstwo, a 12 lutego 1940 za inne przestępstwa. Islandia jest więc jednym z pierwszych europejskich krajów, gdzie zaprzestano wykonywania KŚ.

## L-Ł
Liechtenstein
Liechtenstein nie wykonuje wyroków śmierci od 26 lutego 1785, kiedy to Barbara Erni została ścięta w Eschen za złodziejstwo. Mimo to wyroki były dalej wydawane aż do 1978 roku. KŚ zniesiono w końcu za morderstwo w roku 1979, a za zdradę i przestępstwa wojskowe 1 grudnia 1990 roku.
 Litwa
Ostatni wyrok śmierci wykonano przez rozstrzelanie 12 lipca 1995, kiedy stracono 35-letniego Borys Dekanidzego za morderstwo. 21 grudnia 1998 zniesiono KŚ za wszystkie przestępstwa.
 Luksemburg
Ostatni wyrok śmierci za morderstwo wykonano 7 sierpnia 1948 roku przez rozstrzelanie. Była to pierwsza wykonana egzekucja od roku 1821 Ostatnia z 9 egzekucji za zdradę i przestępstwa czasu wojny wykonano, także tą metodą, 24 lutego 1949. Zniesienie KŚ nastąpiło 17 maja tegoż roku. Do 1948 gilotyna była jedyną metodą egzekucji.
 Łotwa
Łotwa zniosła KŚ za morderstwo 15 kwietnia 1999. Kara śmierci za zdradę i przestępstwa popełnione w czasie wojny została zniesiona z dniem 1 stycznia 2012. Do 2011 Łotwa była jedynym krajem UE, który utrzymywał karę śmierci w swoich przepisach karnych. Ostatni wyrok wykonano w styczniu 1996, kiedy Rolans Bertmanus-Lackeus został rozstrzelany za morderstwo.

## M
Macedonia Północna
Ostatnia egzekucja miała miejsce (za morderstwo) w roku 1988 (wykonano ją przez rozstrzelanie).KŚ została zniesiona za wszystkie przestępstwa w roku 1991.
 Malta
Ostatni wyrok śmierci za morderstwo wykonano 5 lipca 1943, kiedy powieszono Karmnu i Guiseppi Zammitów. Wydawanie wyroków śmierci kontynuowano do 8 października 1963. Ostatni wyrok za przestępstwa niekryminalne wykonany został 28 listopada 1942, kiedy Borg Pisani został także powieszony za szpiegostwo na rzecz Włoch. 4 października 1971 KŚ została zniesiona za morderstwo, zaś za wszelkie inne przestępstwa 21 marca 2000 roku.
 Mołdawia
Ostatnia egzekucja (za morderstwo) miała miejsce w roku 1985. 21 lutego 1996 KŚ została całkowicie zniesiona.
 Naddniestrze (część Mołdawii)
Nie wykonano żadnego wyroku śmierci od powstania tej nieuznanej na arenie międzynarodowej republiki, choć figuruje ona w jego prawie. Moratorium od 1 stycznia 1999 roku.
 Monako
W Monako ostatni wyrok śmierci wykonano w roku 1847, kiedy pewien człowiek został zgilotynowany za morderstwo. KŚ zniesiono 17 grudnia 1962 roku.

## N
Niemcy
 Norwegia
Ostatnie trzy egzekucje wykonano na początku roku 1876, czyli w kolejności: Jakob Alexander Jakobsen Wallin 25 stycznia w Bergen, Sofia Johannsdotter 18 lutego w Halden i Kristofer Nielsen Svartbaekken Grindalen 25 lutego w Loeten. Wszyscy zostali ścięci toporem (ówczesna metoda w tym kraju). 1 stycznia 1905 KŚ została zniesiona za morderstwa. Po II wojnie światowej 37 osób zostało rozstrzelanych za związane z nią przestępstwa, a jednym z ostatnich był premier kolaboracyjnego rządu Vidkun Quisling 25 października 1945. KŚ zniesiono całkowicie w roku 1979.

## P
Polska
Ostatnia egzekucja, przez powieszenie, odbyła się w więzieniu w Krakowie, 21 kwietnia 1988 roku. Pełne nazwisko straconego, Stanisława Cz., nie zostało podane do publicznej wiadomości. W okresie obowiązywania KŚ istniał przepis, że wojskowi powinni być traceni przez rozstrzelanie. Ostatni wyrok przez rozstrzelanie za morderstwo na tle seksualnym wykonano w Forcie Rembertowskim w Warszawie 7 marca 1979. Moratorium na egzekucje zostało wprowadzone niedługo po wykonaniu ostatniego wyroku, zaś abolicja nastąpiła 1 lipca 1997 roku. Do roku 1950 minister sprawiedliwości był władny zarządzić publiczną egzekucję (ostatnia odbyła się krótko po wojnie, kiedy powieszono w Poznaniu, na stokach Cytadeli, byłego namiestnika Kraju Warty Arthura Greisera).
 Portugalia
Portugalia jest jednym z pierwszych krajów europejskich, które zniosły stosowanie kary śmierci. Nastąpiło to 1 lipca 1867 roku. Ostatni wyrok wykonano ponad 20 lat wcześniej, 22 kwietnia 1846, kiedy dwaj młodzi mężczyźni zostali powieszeni w Lagos. Teoretycznie w kodeksie kara śmierci nadal obowiązywała za zdradę, ale nie wykonano już żadnego wyroku. W kwietniu 1977 KŚ została całkowicie zniesiona.

## R
Rosja
Rosja nie zniosła oficjalnie kary śmierci, ale obowiązuje w niej od pewnego czasu moratorium. Ostatni wyrok wykonano 2 września 1996 roku przez rozstrzelanie. Ostatni wyrok śmierci w Czeczenii wykonano w roku 1999. Między rokiem 1962, a 1990 w okresie istnienia ZSRR stracono ok. 21 tysięcy ludzi, w tym 3000 tylko w samym roku 1962 za przestępstwa o charakterze gospodarczym.
 Rumunia
Ostatni wyrok śmierci wykonano 25 grudnia 1989, kiedy obalony prezydent Nicolae Ceaușescu i jego żona zostali rozstrzelani po uznaniu ich winnym ludobójstwa i innych zbrodni. Ostatnia egzekucja za morderstwo też miała miejsce w tym roku. KŚ została zniesiona całkowicie dnia 7 stycznia 1990 roku.

## S
San Marino
San Marino jest najprawdopodobniej pierwszym krajem, w którym zaprzestano wykonywania wyroków śmierci. Ostatnia egzekucja bowiem (przez powieszenie) odbyła się tam w 1468 roku. 12 marca 1848 KŚ zniesiono ostatecznie.
 Szwecja
Ostatni wyrok wykonano 23 listopada 1910 roku, kiedy Alfred Anders został publicznie zgilotynowany za morderstwo. Do roku 1903 praktycznie wszystkie egzekucje wykonywano przez ścięcie toporem. Ostatni wyrok śmierci na kobiecie wykonano 7 sierpnia 1890 roku. W samym tylko XIX wieku ścięto ok. 600 ludzi, w tym bez mała 200 kobiet. KŚ została zniesiona za morderstwo 3 czerwca 1927 roku, zaś za inne przestępstwa 1 lipca 1973.
 Szwajcaria
Ostatni wyrok za morderstwo wykonano 18 października 1940 roku, kiedy to Hans Vollenwider został zgilotynowany w Sarnen (półkanton Obwalden). Ostatni wyrok za przestępstwa natury wojskowej wykonano 7 grudnia 1944. KŚ za morderstwo zniesiono 1 stycznia 1942, a całkowicie w roku 1990.

## T-U
Turcja
Ostatnia egzekucja za morderstwo miała miejsce w roku 1983, zaś ostatnie w ogóle 25 października 1984, kiedy to 26-letni Hidir Aslan został powieszony w więzieniu Burdur na mocy prawa wojskowego za zabicie 3 policjantów. 8 sierpnia 2002 zniesiono KŚ za morderstwo, ale dalej utrzymuje się ją za zdradę i przestępstwa wojenne.
 Ukraina
Ostatni wyrok wykonano 11 marca 1997 roku przez rozstrzelanie. 22 marca 2000 zniesiono KŚ za wszystkie przestępstwa.

## W
Węgry
Ostatni wyrok śmierci, za morderstwo, wykonano przez powieszenie 31 maja 1989 roku. KŚ zniesiono 24 października 1990.
 Watykan
KŚ zniesiono w roku 1969. Ostatnia egzekucja w Państwie Kościelnym odbyła się przez ścięcie (prawdopodobnie na gilotynie) 9 lipca 1870, kiedy to Agabito (lub Agapito) Bellomo został stracony w Palestrinie.
 Włochy
Po raz pierwszy KŚ zniesiono za morderstwo 10 sierpnia 1944 roku, ale 10 maja 1945 została przywrócona. Ostatni wyrok został wykonany 4 lub 5 marca 1947, kiedy to trzech mężczyzn zostało rozstrzelanych za morderstwo 10 ludzi podczas napadu na farmę. Nazywali się Giovanni D'Ignoti, Giovanni Puleo i Francesco La Barbero. Pomiędzy 26 kwietnia 1945 a grudniem 1947 rozstrzelano za przestępstwa popełnione w czasie wojny 88 ludzi. Abolicja KŚ miała miejsce w 1947.